# Geriatria
La geriatria (dal greco γέρων, "vecchio, anziano" e ἰατρεία, "cura") è una disciplina medica che studia le malattie che si verificano nell'anziano e le loro conseguenze disabilitanti, con l'obiettivo fondamentale di ritardare il declino funzionale e mentale, mantenendo al contempo l'autosufficienza e la miglior qualità di vita possibile.
La gerontologia, di cui la geriatria è una branca, cerca di identificare i meccanismi biologici dell'invecchiamento e della senescenza, oltre agli aspetti sociali e psicologici che si verificano nella terza età, e che sono in grado di influenzare direttamente lo stato di salute e l'insorgenza delle malattie tipiche della persona anziana.
Il geriatra è quel medico che opera avendo ben presenti le nozioni fornite dalla gerontologia; non è rara la denominazione di medico gerontologo.

## Storia
La geriatria e la gerontologia sono strettamente legate alla medicina interna; la geriatria si è affermata inizialmente negli anni quaranta e cinquanta in Inghilterra e negli Stati Uniti.
Marjory Warren, chirurgo del Middlesex Hospital, può ritenersi l'iniziatore della geriatria: evidenziò che gli anziani in ospedale ricevevano insufficiente trattamento, diagnosi sommarie, e necessitavano di interventi riabilitativi e multidisciplinari.
Lionel Cosin, chirurgo, è considerato il pioniere dell'ortogeriatria: coniò la frase bed is bad ("Il letto è cattivo"), e ridusse drasticamente la durata delle degenze per frattura del femore.
E. Brooke stabilì che la valutazione a domicilio poteva migliorare la qualità delle cure per gli anziani.

### Storia della geriatria italiana
In Italia l'affermazione della geriatria avvenne a livello universitario negli anni '60: il Servizio Sanitario Nazionale non prestò particolare attenzione, al contrario di quello inglese al quale si ispirò, all'organizzazione delle cure alla persona anziana; le conseguenze sono evidenziate dalla frammentarietà delle cure e dalle differenze regionali. Tuttavia, si costituirono Centri Geriatrici Regionali (con il Geriatra come consulente ed esperto), dedicati alla prevenzione e alla cura delle malattie della vecchiaia; si riconobbe così il ruolo specialistico della geriatria.
Nel 1950, su iniziativa di E. Greppi (Università di Firenze) si costituì a Firenze la Società Italiana di Gerontologia e Geriatria (SIGG); la sua missione era "promuovere e coordinare gli studi sulla fisiopatologia della vecchiaia, nonché quello di affrontare anche nei suoi aspetti di ordine sociale, il grave e complesso problema della vecchiaia".
La disciplina "Geriatria e Gerontologia" si è progressivamente affermata a livello accademico e sanitario per affrontare due problemi oggettivi: uno demografico, rappresentato dal progressiva aumento della vita media della popolazione, ed uno epidemiologico, cioè l'aumento delle malattie croniche degenerative e della conseguente disabilità, più o meno rilevante.
Dal 1953 viene pubblicato il Giornale di Gerontologia, organo ufficiale della SIGG che nel 2016 inizia le sue pubblicazioni in lingua Inglese modificando il titolo della rivista in Journal of Gerontology and Geriatrics (http://www.jgerontology-geriatrics.com); nel 1955 il Ministero della Pubblica Istruzione concede alla Facoltà di Medicina dell'Università di Firenze l'istituzione di un incarico di insegnamento di Gerontologia e Geriatria, il primo nell'ordinamento degli studi medici in Italia. La Gazzetta Ufficiale nº 275 del 1961  istituisce la prima Scuola di Specializzazione in Geriatria, che inizierà a Firenze la propria attività nell'anno accademico 1961/1962; nel 1962 viene istituita a Firenze la prima Cattedra in Gerontologia e Geriatria, affidata a Francesco Maria Antonini.
L'assistenza geriatrica all'interno delle strutture ospedaliere pubbliche fece invece fatica a decollare, anche se già nel 1963 nella città di Livorno esisteva un apposito reparto medico ad essa dedicato, guidato da Giampaolo Zucchelli.
Nel 1966 apriva a Monza l'innovativa struttura ospedaliera «Villa Serena» che rappresentava uno dei primi esempi in Italia di strutture organizzate per l'assistenza continuata ospedaliera e la riabilitazione pianificata dei malati senili. L'ospedale «Villa Serena» era diretto da Elio Baldoni, titolare prima della Cattedra di Gerontologia all'Università di Pavia e, poi, del medesimo corso pareggiato presso la Statale di Milano.
Per quanto riguarda l'attività sanitaria, si rimanda alle voci Servizio Sanitario Nazionale: dopo la nazionalizzazione degli enti ospedalieri (Legge Mariotti del 1968) e la riforma sanitaria del 1978, solo nel 1990 ci si accorse dei problemi sanitari e sociali della crescente popolazione anziana, che sono presi in considerazione nella Legge 135 riguardante la tutela della salute degli anziani; l'attuazione della direttiva è stata lenta e disomogenea fra le diverse Regioni, che sono i gestori diretti dei sistemi sanitari territoriali; anche le Regioni, seppur con posizioni differenziate, non prestarono particolare attenzione agli specifici problemi sanitari e sociali degli anziani.
Solo nel 1986 viene fondata la Società Italiana dei Geriatri Ospedalieri (SIGOs), che si prefigge di identificare compiti e funzioni specifiche della Geriatria ospedaliera, e di qualificarne le attività promuovendo la lotta all'emarginazione dei pazienti anziani, alla loro disabilità ed alla cronicizzazione delle malattie in occasione dei ricoveri ospedalieri.
Nel 2000 su iniziativa di I. Venerandi (Ospedale degli infermi di Cherasco) si ha la nascita della Federazione Italiana Operatori Geriatrici (FIOG), la quale permette l'accesso a tutti gli operatori del settore alla disciplina geriatrica. Fino ad allora, infatti, i congressi erano rivolti per lo più alla classe medica. L'alto livello accademico ed il costo di iscrizione impegnativo, impediva spesso la partecipazione di infermieri, assistenti di base e famigliari. Fiog pretendeva e pretende un livello comprensibile delle relazioni ai propri relatori. Non sono mai stati organizzati convegni a pagamento.

## Ruolo della geriatria nellalong term care
In Italia il 50% delle giornate di degenza è per le persone con più di 65 anni; uno dei principali obiettivi è quindi quello di operare in collegamento con la medicina territoriale per realizzare la "continuità assistenziale", intesa come medicina coordinata e collaborativa anche in senso verticale fra i diversi tipi di cura (primarie, secondarie e terziarie); il coordinamento si realizza su analoghe metodologie applicate nel processo curativo-assistenziale nei diversi setting (l'ospedale, le residenze per gli anziani e l'assistenza domiciliare); solo in questo modo è realizzabile un'efficace long-term care.
Il processo curativo assistenziale della persona anziana si basa sulla valutazione multidimensionale geriatrica (VMD), che valuta i diversi componenti che concorrono allo stato di salute e di benessere dell'anziano, e cioè i versanti biologico, psicologico e sociale. Lo strumento più qualificato per questo scopo è InterRai(); la sua utilizzazione prevede la collaborazione interdisciplinare (in particolare di infermiere, assistente sociale, riabilitatore, oltre al geriatra ed al medico di famiglia) nella promozione degli interventi, anche preventivi oltre che curativi, per assicurare la migliore cura-assistenza all'anziano, e tenendo sempre presente l'obiettivo primario rappresentato dalla conservazione della autosufficienza e di una buona qualità di vita. Già da allora si parlava di anziano fragile, portatore di problemi complessi da gestire in maniera integrata.

## Il Servizio Sanitario Nazionale e la geriatria
Nel 1994 il Piano Sanitario Nazionale finalmente prendeva iniziative per il crescente numero di anziani. Esso conteneva riferimenti importanti nel Progetto Obiettivo Anziani: "gli anziani ammalati, compresi quelli colpiti da cronicità e da non autosufficienza, devono essere curati senza limiti di durata nelle sedi più opportune, ricordando che la valorizzazione del domicilio come luogo primario delle cure costituisce non solo una scelta umanamente significativa, ma soprattutto una modalità terapeutica spesso irrinunciabile" ; è istituita l'Unità di valutazione geriatrica (UVG); si potenziano servizi come il Day Hospital e l'assistenza domiciliare anche integrata - compresa l'ospedalizzazione a domicilio e le prestazioni riabilitative - prevedendo in casi specifici l'assegno di cura per mantenere l'anziano in famiglia; si pone inoltre attenzione alla qualità delle strutture a varia tipologia che accolgono gli anziani con maggior grado di disabilità e con maggior numero di patologie.
La "regionalizzazione" del Servizio Sanitario Nazionale, che alla sua istituzione poco prevedeva per la popolazione anziana, e la genericità delle indicazioni fornite dal Ministero della Sanità e poi della Salute, hanno provocato un'estrema variabilità dell'attivazione dei servizi geriatrici territoriali, nonostante l'eguale assegnazione di fondi governativi (quota pro capite).
La geriatria, nonostante il Piano Obiettivo Anziani, non ha avuto gli sviluppi prevedibili ed auspicati in base ai rilievi epidemiologici e demografici: anche a livello accademico si insegna prevalentemente la geriatria ospedaliera, nonostante la maggior parte degli anziani sono allocati sul territorio.
La geriatria ha come obiettivo fondamentale la continuità delle cure e dell'assistenza, che si realizza assicurando uniformità dei trattamenti nei diversi setting curativi, e tenendone presente i relativi costi e le evidenze di efficacia.
Purtroppo, mancano regole ed indirizzi per standardizzare i processi e le metodologie curative ed assistenziali nelle strutture per anziani, dove sono ospiti circa 200.000 pazienti: essi richiedono come strumento di lavoro la valutazione multidimensionale geriatrica. Ciò è da attribuire anche al lento trasferimento culturale delle procedure geriatriche, che si verifica già nei corsi di laurea sanitari e nei corsi di aggiornamento obbligatorio.

## L'esempio della Pediatria, le Scuole di Specializzazione
In Italia sono attive nel 2008 34 scuole di specializzazione in geriatria con 121 posti al primo anno, meno di quelli delle scuole di Pediatria. Si può pensare che potrebbe essere utile una forte promozione culturale del settore come quella di Marjory Warren.
Le cure intermedie sono rappresentate da strutture prevalentemente extraospedaliere, come le residenze per gli anziani; l'assistenza e le cure si svolgono ai tre livelli con obiettivi diversi; alla base (cure primarie) si dovrebbero realizzare programmi di prevenzione per l'anziano e per l'identificazione dell'anziano fragile.

## Finalità della geriatria e problemi attuali
La geriatria promuove la coordinating care che vede il coinvolgimento del paziente e della sua famiglia con l'obiettivo di fornire le cure migliori; la verifica dei risultati diventa un momento fondamentale. Il medico geriatra dovrebbe fornire in modo chiaro un piano di azione da verificare con continuità nel tempo, con l'aiuto di un team qualificato. 
I maggiori problemi attuali rimangono i tempi di attesa, non compatibili con l'efficienza delle continuità delle cure, e la problematica per cui i LEA - Livelli Essenziali di Assistenza per la persona anziana non sono quelli validi per le persone adulte.
Per quanto riguarda l'approccio medico, si deve ricordare che l'Evidence Based Medicine (EBM) non è sempre trasferibile alla popolazione anziana, costantemente esclusa nei trial clinici controllati che hanno forniti i dettami della EBM; in geriatria si parla sempre di più di Evidence Based Practice, che per ora si colloca in area diversa nello schema di Stacey che descrive i rapporti fra il consenso procedurale e la certezza - incertezza.